# 129051 Chrismay
129051 Chrismay este o planetă minoră (asteroid) din centura de asteroizi. A fost descoperită pe 3 noiembrie 2004 la Catalina Station⁠(d) de Catalina Sky Survey. 
Obiectul prezintă o orbită caracterizată de o semiaxă mare de 3,0007757388029 UAi, o excentricitate de 0,07, o înclinație de 9,9 ° în raport cu ecliptica.